# Kimotsuki Kaneta
Kimotsuki Kaneta (肝付 兼太 Kimotsuki Kaneta, Can Phó Kiêm Thái) (15 tháng 11 năm 1935 - 20 tháng 10 năm 2016) là một seiyū (diễn viên lồng tiếng) kì cựu. Ông được biết đến nhiều nhất với vai Suneo Honekawa (Doraemon), Pāyan (Siêu nhân Pacman), Iyami (Osomatsu-kun), Tom (Tom and Jerry), Benzou Karino (Cuốn từ điển kì bí), Horrorman (Soreike! Anpanman), Conductor (Galaxy Express 999).

## Vai lồng tiếng nổi bật

### Anime
- Alps no Shoujo Heidi (Sebastion)
- Osomatsu-kun 1988 (Iyami)
- New Obake no Q-tarou 1971 (Gojira)
- Obake no Q-tarō 1985 (Hakase)
- Kiteretsu Daihyakka (Benzō Karino, Kiteretsu Kite)
- Konjiki no Gash Bell!! (Grisa)
- Candy Candy (Alistaire Cornwell)
- Galaxy Express 999 (Conductor)
- Cyborg 009 1979 (007/Great Britain)
- Soreike! Anpanman (Horrorman)
- Dokaben (Kazuto Tonoma)
- Trigun (Leonof the Puppetmaster)
- Doraemon (Nippon Television Version) (Jaian)
- Doraemon (TV Asahi Version) (Suneo Honekawa)
- Kaibutsu-kun (TV Asahi Version) (Dracula)
- Pāman 1967 (Kabao)
- Pāman 1983 (Pāyan)
- Jungle de Ikou (Aham)
- Magical Angel Creamy Mami (Nega)
- Legend of the Galactic Heroes (Huang Louis)
- Hokkyoku no Muushika Miishika (Rika The Fox)

### Trò chơi điện tử
- Kingdom Hearts series (Jiminy Cricket)
- Doraemon Series (Honekawa Suneo)

### Tokusatsu
- Chouriki Sentai Ohranger (Acha)
- Gekisou Sentai Carranger (TT Terurin)

### Lồng tiếng Nhật
- Police Academy: The Animated Series (Additional voices)
- Tom và Jerry (Tom)
- The Little Mermaid (Scuttle)

## Thuyết minh Phim Nhật Bản
- Pinocchio's Daring Journey (Jiminy Cricket)
- E.T. Adventure (Bigzom)
- Country Bear Theater (Badger the Sulley)※Winter Flea
- The Amazing Adventure of Spider-Man the Ride (Kaidorten)

## Thông tin thêm
- Ông là con cháu của Daimyō Kimotsuki Kanetsugu.
- Nhóm máu của ông là AB.